# Correio da Manhã (Brasile)
Correio da Manhã è stato un quotidiano del Brasile.